# 颱風三巴 (2012年)
颱風三巴（英語：Typhoon Sanba，國際編號：1216，聯合颱風警報中心：WP172012，菲律賓大氣地球物理和天文管理局：Karen）為2012年太平洋颱風季第十六個被命名的風暴，為2012年全球最強的熱帶氣旋。「三巴」一名由澳門提供，意為澳門著名的旅遊名勝大三巴牌坊，該名字第一次使用，取代2006年在菲律賓及中國造成嚴重災害的颱風珍珠。

## 發展過程
2012年9月10日，一個熱帶擾動在帛琉以東近海的海面上形成，上午3時聯合颱風警報中心評為MEDIUM，上午8時日本氣象廳升為熱帶低氣壓。下午10時，聯合颱風警報中心發出熱帶氣旋形成警報（TCFA），評級升為HIGH。
9月11日上午3時，日本氣象廳對其發出烈風警報，同時聯合颱風警報中心升為熱帶低氣壓。上午9時5分，日本氣象廳升格為熱帶風暴。下午5時，聯合颱風警報中心升格為熱帶風暴。
9月12日下午5時，聯合颱風警報中心升格為一級颱風。下午8時45分，日本氣象廳升為強烈熱帶風暴。
9月13日上午，三巴緊縮風圈後發展出完整的眼牆並打開風眼，其後快速增強。上午6時45分，日本氣象廳升為颱風。短短6小時，聯合颱風警報中心從二級颱風跳升為四級颱風。中午12時，聯合颱風警報中心升格為五級颱風，為2012年太平洋颱風季第一個五級颱風。聯合颱風警報中心指出三巴發展出成對稱的190－200海里的深對流核心區及35公里的風眼，將發展成一環狀颱風，並達到其最高強度（中心附近持續風速為每小時210公里），其後在日間維持強度。
三巴的增強速度相當迅速，在9月13日上午2時至9月14日上午2時期間，日本氣象廳一天內平均風速由60kt升至110kt；聯合颱風警報中心一天內平均風速由80kts升至150kts，即由一級颱風增強至五級颱風。顛峰時一分鐘平均最大風速修正為155kts （285km/h）。
9月14日中午12時，聯合颱風警報中心降格為四級颱風。
9月14日下午6時，聯合颱風警報中心由超級颱風降為颱風，風眼被填塞，風速不斷減弱。上午11時，降為三級颱風，直至黃昏時分再次發展出35公里的風眼，風速再次增強，大致維持三級颱風威力。
9月16日上午6時半，三巴在日本沖繩縣國頭郡東村沿海登陸。下午6時，聯合颱風警報中心降為二級颱風。
9月17日上午6時，聯合颱風警報中心逐步降為熱帶風暴。随后于上午11时前后，在大韓民國庆尚南道南海郡一带沿海登陆，中央氣象台指登陆时中心附近最大风力有13级（38米/秒）（每2分鐘風力），中心最低气压为960百帕。下午2時45分，日本氣象廳降為強烈熱帶風暴。下午5時，聯合颱風警報中心降為熱帶風暴，並發出最後警告，當時三巴已從慶尚南道陝川郡進入慶尚北道高靈郡。下午6時20分，韓國氣象廳指三巴已從江原道東海市沿岸離開大韓民國，進入日本海。下午8時45分，日本氣象廳降格為熱帶風暴。
9月18日上午5時前後，三巴在俄羅斯遠東聯邦管區濱海邊疆區福基諾西部沿海再次登陸，中央氣象台指登陆时中心附近最大风力有8级（23米/秒）（每2分鐘風力），中心最低气压为990百帕。上午8時50分，日本氣象廳發布已轉化為溫帶氣旋。
在事後報告中，香港天文台把其中心附近的最高持續風速由每小時210公里升至每小時220公里。

## 影響

### 菲律賓
2012年9月11日上午11時，菲律賓大氣地球物理和天文管理局指集結於南蘇里高省丹達市以東700公里的海面上一個活躍低壓區（ALPA）增強為熱帶低氣壓，並命名為Karen。
2012年9月12日，由於三巴和菲律賓沿岸一直保持500公里以上距離，而三巴的強風半徑只有280公里，且強風集中在東部，因此菲律賓未受三巴的強風影響。然而受三巴、淺低壓區（SLPA）和西南季候風共同影響，菲律賓各地有輕至中度的降雨。
2012年9月13日，三巴和菲律賓仍保持600公里以上距離，三巴的強風半徑雖增至500公里，但菲律賓仍未受其強風影響。然而受三巴與菲律賓以西的一個低壓區共同影響，大馬尼拉區有輕至中度降雨，卡拉巴松區、民馬羅巴區、西維薩亞斯區間中有中到暴雨。
2012年9月14日，菲律賓繼續受三巴和西南季風共同影響，北呂宋有東北至西北強風。卡拉巴松區、民馬羅巴區和比科爾區（比科尔半岛）繼續間中有中到暴雨，維薩亞斯群島和北呂宋局部地區在黃昏期間有雨或雷暴，大馬尼拉區有間中中至暴雨及雷暴。。
2012年9月15日下午10時30分，由於三巴已經離開菲律賓氣象局的熱帶氣旋警報範圍，為其發出最後的警告。然而受三巴與西南季風共同影響，呂宋島的中至大雨仍會持續一段時間。
一名70岁的渔民在9月12日出海捕鱼后失踪，後來在9月14日晚上，在南莱特省中部发现他的尸体。这是三巴迄今给菲律宾造成的唯一死亡。。

### 日本
2012年9月13日，日本氣象廳對沖繩縣南方海上發出海上台風警報。預料烈風圈將於24小時內到達該海域並將於稍後時間掠過沖繩島附近海域。
2012年9月14日晚，日本氣象廳對沖繩縣東方海上發出海上台風警報。
2012年9月15日，海上台風警報擴大至整個沖繩縣海域及奄美群島海域，晚間更擴大至女島西南海上。
2012年9月16日凌晨，海上台風警報擴大至鹿兒島縣海域及長崎縣西海市上，上午擴大至對馬海峽，沖繩縣南方海上降為海上暴風警報，晚上沖繩縣海域的海上暴風警報降為海上強風警報。上午5時45分左右三巴的中心在名護市附近沿岸掠過。11時27分長崎海洋氣象台向五島市發布暴風警報，16時29分擴大至長崎縣多數市町，20時13分暴風警報更擴大至長崎縣所有市町。熊本縣天草市地方各市町、鹿兒島縣、大分縣、福岡縣、佐賀縣、山口縣部分市町村亦先後發布暴風警報。

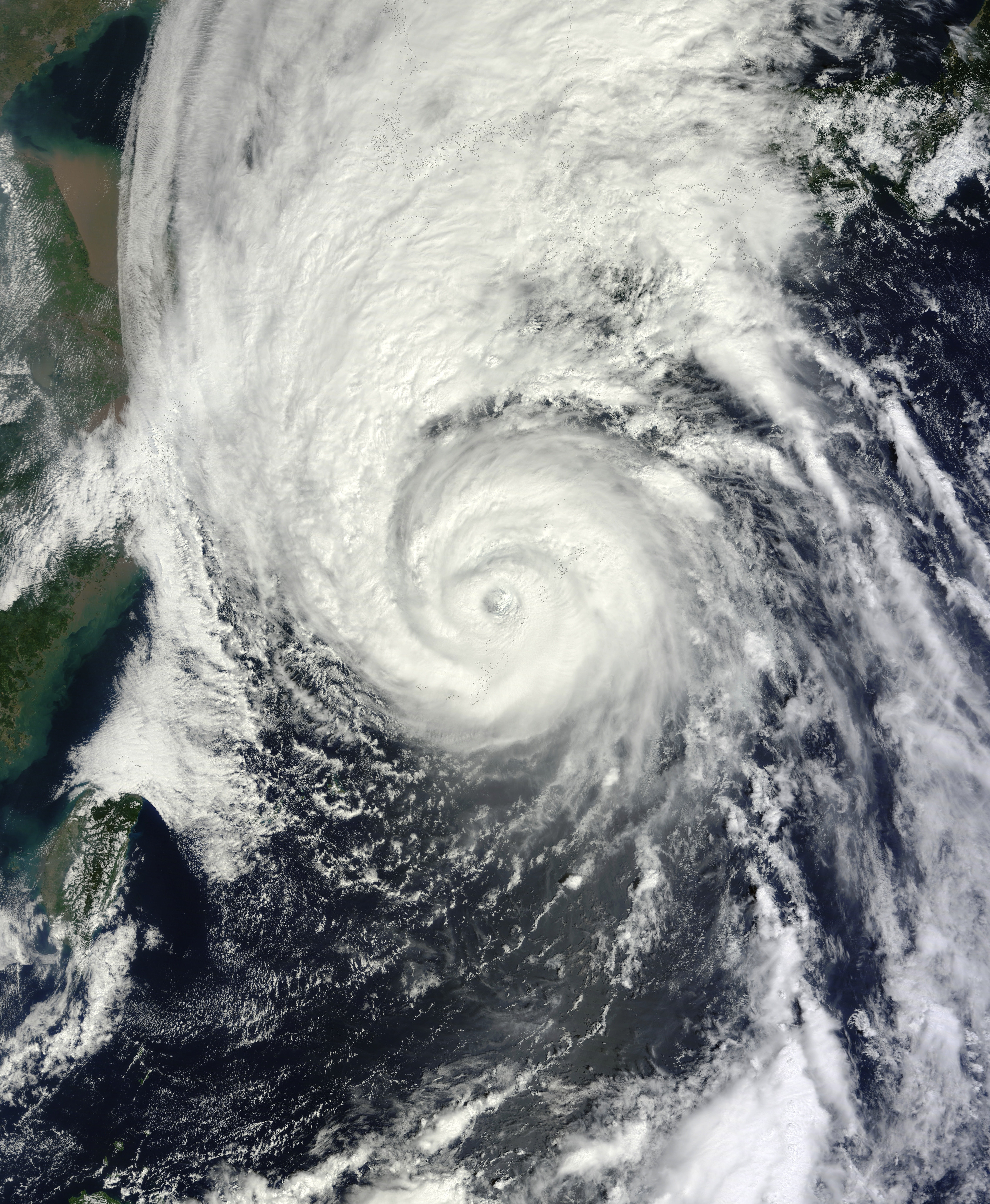
颱風三巴在9月16日靠近南韓

2012年9月17日上午2時30分松山地方氣象台發布暴風警報，影響範圍包括愛媛縣南予北部各市町。中午至下午各縣暴風警報先後解除。
2012年9月16日上午8時20分鹿兒島縣南部與論島實測錄得平均風速東南42.1每秒（152每小時），8時17分錄得陣風東南偏東57.1每秒（206每小時），為三巴在日本錄得最高之風速。三巴在日本造成2死10傷。其中長崎市香燒町一名83歲男子在修理屋頂時懷疑因大風失足墮下死亡。另一名29歲男子在9月16日下午在石垣島附近與友人游泳時失蹤，當時石垣市已發布波浪注意報，受颱風影響沿海海面有3至4米大浪，該名男子後來被證實死亡。風暴吹襲期間亦正值日本的敬老日，多個縣的敬老日活動延期或取消。
2012年9月15日下午3時18分至16日下午1時56分沖繩氣象台向本島中南部發布暴風警報，9月15日下午3時18分至16日下午3時02分沖繩氣象台向本島北部發布暴風警報，9月15日下午5時29分至16日上午11時58分沖繩氣象台向久米島町發布暴風警報。颱風三巴在16日早上掠過沖繩本島，大浪及由於正值天文大潮而引起風暴潮，本島地區多處水浸，那霸市上午7時潮漲時，部份道路有20～40厘米高洪水。本島北部多處道路因道路塌陷、山泥傾瀉或樹木倒塌而封閉。。23市町村最多共62800戶停電。沖繩那霸港9月15日起來往離島的渡輪航班全部取消。那霸機場15日下午起所有航班取消，16日黃昏過後部份緊急航班恢復，17日恢復航班，共250航班取消約3萬人受影響。島內巴士路線15日黃昏起至16日全日停駛。著名日本歌手安室奈美惠原定於9月16日在沖繩宜野灣海濱公園舉行的出道20周年紀念戶外演唱會亦因颱風關係而取消。以甘蔗為主等的農作物損失約3億9700萬日圓，以及養殖水雲等的漁業設施破壞。
2012年9月15日下午8時15分至16日下午6時38分名瀨測候所向奄美地方南部各市町村發布暴風警報，2012年9月16日上午4時09分至16日下午8時48分名瀨測候所向奄美地方北部各市町村發布暴風警報，2012年9月16日上午4時09分至17日上午1時48分名瀨測候所向十島村發布暴風警報。2012年9月16日下午3時05分至17日上午11時07分鹿兒島地方氣象台向指宿市、南九州市川邊地區、日置市、市來串木野市、阿久根市、長島町、薩摩川内市（包含甑島列島）發布暴風警報，2012年9月16日下午9時30分至17日上午3時25分鹿兒島地方氣象台向鹿兒島市發布暴風警報，2012年9月16日下午3時05分至17日上午3時25分鹿兒島地方氣象台向肝屬郡三町、種子島、屋久島發布暴風警報。三巴在掠過沖繩縣後北上影響鹿兒島縣，從奄美地方等10市町村一度最多有47400戶停電。鹿兒島縣內共造成住宅全毀6楝、非住宅全毀3楝、奄美地方6市町村部份損毀住宅增至70楝，長島町和阿久根市在颱風接近時正值潮漲，53楝建築物地下受浸。部份飛機和渡輪航班受影響。
2012年9月16日上午10時27分至17日下午1時59分長崎海洋氣象台向五島列島發布暴風警報，2012年9月16日下午3時29分至17日下午1時59分長崎海洋氣象台向長崎縣南部長崎市、西海市（江島、平島除外）、北部佐世保市（宇久町除外）、佐佐町發布暴風警報，2012年9月16日下午3時29分至17日下午6時27分長崎海洋氣象台向長崎縣北部平戶市、松浦市、壹岐市、對馬市三市町、五島列島（宇久町、江島、平島）四市町發布暴風警報，2012年9月16日下午7時13分至17日下午1時59分長崎海洋氣象台向長崎縣南部（長崎市、西海市西彼杵半島除外）、北部東彼杵町、川棚町、波佐見町發布暴風警報。風暴期間長崎縣共做成9200戶停電，由於正值漲潮遇上強降雨，370楝建築水浸，長崎港水漲，JR長崎站及附近國道水浸，影響鐵路班次，伊王島大橋等停止通行。

### 中国大陆

#### 福建
2012年9月14日下午8時38分，福建省氣象台指受冷空氣和三巴共同影響，發布大風黃色預警。崇武以北吹強風，陣風吹烈風，短暫暴風；崇武以南吹強風，陣風吹烈風。

### 台灣
2012年9月14日下午9時25分，中央氣象局指受東北季風及三巴外圍環流共同影響，發出陸上強風特報。台灣沿岸以及澎湖、金門、馬祖地區有8-10級的陣風出現。
2012年9月15日，颱風三巴外圍環流使台灣沿岸引發大浪，一名女子在宜蘭海邊釣魚時疑似遭大浪捲走，女釣客經急救後最終不治。

### 
2012年9月17日上午0時30分，韓國氣象廳開始發布颱風警戒範圍，東南部沿海地區及濟州島地區最先進入暴風區域。上午11時左右登陸慶尚南道，韓國氣象廳指當時三巴風速為38米/秒（136.8公里/小時），其後穿越慶尚北道大邱市、安東市等地後，下午6時20分從江原道東海市進入日本海。颱風三巴是自2003年颱風鳴蟬及2002年颱風鹿莎後吹襲韓國的第3強颱風，移動路徑和強度都與颱風鳴蟬相當相似。
三巴吹襲南韓，因為發生山崩，已導致一死兩傷，全國四十五萬戶停電，財產損失相當嚴重。有七十四棟商街和住宅淹水和破損，一百二十多人無家可歸。南部地區有十九處道路流失、三處發生山崩、一處文化遺產遭到破壞，另有四個鐵塔被強風吹倒。另外有一百零七處的道路、隧道和橋樑，禁止通車和通行。

## 外部連結
- http://www.kma.go.kr/weather/typoon/report.jsp （页面存档备份，存于） 韓國氣象廳颱風資訊頁
- （日語）http://www.jma.go.jp/ （页面存档备份，存于） 日本氣象廳首頁
- （英文）http://www.usno.navy.mil/JTWC/ （页面存档备份，存于） 聯合颱風警報中心首頁
- （简体中文）https://web.archive.org/web/20120928121548/http://www.nmc.gov.cn/ 中央氣象台首頁
- （繁體中文）http://www.cwb.gov.tw/ （页面存档备份，存于） 中央氣象局首頁
- （繁體中文）http://www.hko.gov.hk/ （页面存档备份，存于） 香港天文台首頁
- （繁體中文）http://www.smg.gov.mo/ （页面存档备份，存于） 澳門地球物理暨氣象局首頁